# En barque
En barque (en russe : В лодке) est un tableau du peintre russe Constantin Korovine (1861-1939), réalisé en 1888,. Ce tableau appartient à la collection de la Galerie Tretiakov. Ses dimensions sont de 53,5 × 42,5 cm, (selon d'autres données 53 × 43 cm),.

## Histoire et description
Le tableau En barque a été réalisé par Korovine durant l'été 1888, alors qu'il rendait visite à son professeur, Vassili Polenov, dans le village de la banlieue de Moscou, Joukovka sur la rivière Kliazma. Il y a réalisé d'autres tableaux parmi lesquels La Table de thé et Les Capucines.
Le peintre s'est représenté lui-même en compagnie de la peintre Maria Iakountchikova, belle-sœur de Polenov,. En outre, Vassili Polenov et Véra, sœur de Vassili, ont posé également pour le tableau.
Le thème de l'œuvre, lié à l'immersion de l'homme dans la nature, se rencontre souvent chez les impressionnistes français, prédécesseurs de Korovine. Le format vertical de l'image permet de présenter une vue de dessus, le bateau lui-même étant situé en diagonale et sa partie proche étant coupée par les bords du tableau. Les figures masculines et féminines sont statiques et situées sur les diagonales principales de la toile. La figure de l'homme qui lit est peinte dans des tons neutres, tandis que la figure de la femme est surlignée par de la couleur claire et constitue le centre émotionnel de l'image.
La peinture a été exposée à l'exposition Constantin Korovine. Peinture. Théâtre. Pour le 150e anniversaire de la naissance, qui a eu lieu du 29 mars au 12 août 2012 dans la salle d'exposition de la Galerie Tretiakov au Krymsky Val, à Moscou,.

## Critiques
Dans son ouvrage sur la vie et l'œuvre de Korovine, Vera Domiteieva, critique d'art, écrivait, en comparant le tableau En barque au tableau de Manet En bateau (1874) :

« N'est-ce pas le moment de se souvenir à nouveau d'Édouard Manet, dont l'héritage comprend un tableau de 1874 presque du même nom (En bateau) ? Vous pouvez comparer Manet et Korovine. L'été, le soleil, la rivière, le bateau. Dans le bateau, un homme et une femme. Seulement, chez Korovine, ils sont beaucoup plus jeunes et la scène n'est pas prise avec un grand avant-plan, mais de haut, de la rive, sous les branches qui surplombent la rivière. < ... > En bateau de Manet est un chef-d'œuvre de la peinture mondiale, et le tableau d'un jeune Moscovite en est loin. Mais un certain ressentiment se fait jour : le nôtre « est alors comparé au » français  comme une jeune femme de province le serait à une pétillante Parisienne. Mais « c'est le nôtre ». C'est un véritable artiste russe : peu importe comment il évoque son intrigue, il préfère un soupçon d'intrigue lyrique ; peu importe comment il juge la « littérature », il inclut lui-même un motif littéraire immédiat dans sa peinture : le jeune homme, penché, la tête baissée, lit ; la jeune fille, un peu en avant, regarde avec sérieux et écoute avec confiance. »